# إيان جيبسون (سياسي)
إيان جيبسون (بالإنجليزية: Ian Gibson) هو سياسي بريطاني، ولد في 26 سبتمبر 1938 في المملكة المتحدة. حزبياً، نشط في حزب العمال. في الانتخابات العامة في المملكة المتحدة 1997 ‏، انتخب عضو البرلمان الثاني والخمسون للمملكة المتحدة عن دائرة نوريتش الشمالية وقد انضم خلال فترته النيابية ‏ (1 مايو 1997 – 14 مايو 2001) للكتلة البرلمانية حزب العمال وفي الانتخابات العامة في المملكة المتحدة 2001، انتخب عضو برلمان المملكة المتحدة الـ53 عن دائرة نوريتش الشمالية وقد انضم خلال فترته النيابية ‏ (7 يونيو 2001 – 11 أبريل 2005) للكتلة البرلمانية حزب العمال وفي الانتخابات العامة في المملكة المتحدة 2005، انتخب عضو برلمان المملكة المتحدة الـ54 عن دائرة نوريتش الشمالية وقد انضم خلال فترته النيابية ‏ (5 مايو 2005 – 8 يونيو 2009) للكتلة البرلمانية حزب العمال.